# Giả thuyết Catalan
Giả thuyết Catalan (hoặc định lý Mihăilescu) là định lý trong lý thuyết số được đặt giả thuyết bởi nhà toán học Eugène Charles Catalan trong 1844 và được chứng minh trong 2002 bởi Preda Mihăilescu của đại học Paderborn.  Hai số 23 và 32 là hai lũy thừa hoàn hảo có giá trị (8 và 9 tương ứng) liên tiếp.Định lý phát biểu rằng đây là trường hợp duy nhất của hai số lũy thừa hoàn hảo liên tiếp.  Có nghĩa là 
Giả thuyết Catalan — Nghiệm tự nhiên duy nhất của
{\displaystyle x^{a}-y^{b}=1}
với a, b > 1, x, y > 0 là x = 3, a = 2, y = 2, b = 3.

## Lịch sử
Lịch sử của bài toán bắt nguồn ít nhất từ Gersonides ngừoi đã chứng minh trường hợp đặc biệt trong 1343 khi (x, y) bị giới hạn bằng (2, 3) hoặc (3, 2). Bước tiến đầu tiên sau khi Catalan đưa ra giả thuyết là vào năm 1850 khi Victor-Amédée Lebesgue xét trường hợp b = 2.
Trong 1976, Robert Tijdeman áp dụng phương pháp Baker trong lý thuyết siêu việt để đặt ra các giới hạn cho a,b và dùng các kết quả giới hạn có sẵn cho x,y khi biết a, b để tìm ra chặn trên của x,y,a,b. Michel Langevin đã tính ra {\displaystyle \exp \exp \exp \exp 730\approx 10^{10^{10^{10^{317}}}}} cho giới hạn trên, đưa giả thuyết Catalan về một lượng hữu hạn còn lại cần xét.
Giả thuyết Catalan đã được chứng minh bởi Preda Mihăilescu vào tháng 4 năm 2002. Bái chứng minh được xuất bản trong Journal für die reine und angewandte Mathematik, 2004. Bài chứng minh sử dụng chủ yếu các trường cyclotomic và các modun Galois.  Một bài luận cho bài chứng minh được viết bởi Yuri Bilu trong Séminaire Bourbaki.  Vào 2005, Mihăilescu xuất bản một bài chứng minh khác đơn giản hơn 

## Tổng quát hóa
Hiện đang có giả thuyết rằng với mọi số nguyên dương n, chỉ có hữu hạn số cặp lũy thừa hoàn hảo có khoảng cách n. Danh sách bên dưới xét n ≤ 64 ,hiển thị các nghiệm lũy thừa hoàn hảo nhỏ hơn 1018, xem  A076427 . Xem thêm  A103953 cho nghiệm nhỏ nhất (> 0).
| n  | số nghiệm | số k sao cho k và k + n đều là lũy thừa hoàn hảo |    | n | số nghiệm                       | số k sao cho k và k + n đều là lũy thừa hoàn hảo |
| 1  | 1         | 8                                                | 33 | 2 | 16, 256                         |                                                  |
| 2  | 1         | 25                                               | 34 | 0 | none                            |                                                  |
| 3  | 2         | 1, 125                                           | 35 | 3 | 1, 289, 1296                    |                                                  |
| 4  | 3         | 4, 32, 121                                       | 36 | 2 | 64, 1728                        |                                                  |
| 5  | 2         | 4, 27                                            | 37 | 3 | 27, 324, 14348907               |                                                  |
| 6  | 0         | none                                             | 38 | 1 | 1331                            |                                                  |
| 7  | 5         | 1, 9, 25, 121, 32761                             | 39 | 4 | 25, 361, 961, 10609             |                                                  |
| 8  | 3         | 1, 8, 97336                                      | 40 | 4 | 9, 81, 216, 2704                |                                                  |
| 9  | 4         | 16, 27, 216, 64000                               | 41 | 3 | 8, 128, 400                     |                                                  |
| 10 | 1         | 2187                                             | 42 | 0 | none                            |                                                  |
| 11 | 4         | 16, 25, 3125, 3364                               | 43 | 1 | 441                             |                                                  |
| 12 | 2         | 4, 2197                                          | 44 | 3 | 81, 100, 125                    |                                                  |
| 13 | 3         | 36, 243, 4900                                    | 45 | 4 | 4, 36, 484, 9216                |                                                  |
| 14 | 0         | none                                             | 46 | 1 | 243                             |                                                  |
| 15 | 3         | 1, 49, 1295029                                   | 47 | 6 | 81, 169, 196, 529, 1681, 250000 |                                                  |
| 16 | 3         | 9, 16, 128                                       | 48 | 4 | 1, 16, 121, 21904               |                                                  |
| 17 | 7         | 8, 32, 64, 512, 79507, 140608, 143384152904      | 49 | 3 | 32, 576, 274576                 |                                                  |
| 18 | 3         | 9, 225, 343                                      | 50 | 0 | none                            |                                                  |
| 19 | 5         | 8, 81, 125, 324, 503284356                       | 51 | 2 | 49, 625                         |                                                  |
| 20 | 2         | 16, 196                                          | 52 | 1 | 144                             |                                                  |
| 21 | 2         | 4, 100                                           | 53 | 2 | 676, 24336                      |                                                  |
| 22 | 2         | 27, 2187                                         | 54 | 2 | 27, 289                         |                                                  |
| 23 | 4         | 4, 9, 121, 2025                                  | 55 | 3 | 9, 729, 175561                  |                                                  |
| 24 | 5         | 1, 8, 25, 1000, 542939080312                     | 56 | 4 | 8, 25, 169, 5776                |                                                  |
| 25 | 2         | 100, 144                                         | 57 | 3 | 64, 343, 784                    |                                                  |
| 26 | 3         | 1, 42849, 6436343                                | 58 | 0 | none                            |                                                  |
| 27 | 3         | 9, 169, 216                                      | 59 | 1 | 841                             |                                                  |
| 28 | 7         | 4, 8, 36, 100, 484, 50625, 131044                | 60 | 4 | 4, 196, 2515396, 2535525316     |                                                  |
| 29 | 1         | 196                                              | 61 | 2 | 64, 900                         |                                                  |
| 30 | 1         | 6859                                             | 62 | 0 | none                            |                                                  |
| 31 | 2         | 1, 225                                           | 63 | 4 | 1, 81, 961, 183250369           |                                                  |
| 32 | 4         | 4, 32, 49, 7744                                  | 64 | 4 | 36, 64, 225, 512                |                                                  |

## Giả thuyết Pillai
Giả thuyết Pillai xét đến khoảng cách tổng quát giữa hai số lũy thừa hoàn hảo (dãy số A001597 trong bảng OEIS): là bài toán mở được đưa ra bởi S. S. Pillai, người đặt ra giả thuyết rằng khoảng cách giữa các lũy thừa hoàn hảo tiến đến vô cùng.  Ta có thể hiểu tương đương là mỗi số tự nhiên đều có thể biểu diễn thành khoảng cách giữa hai lũy thừa hoàn hảo nhưng chỉ có hữu hạn số lần biểu diễn như vậy.Thậm chí, tổng quát hơn trong 1931 Pillai đã đặt ra giả thuyết khi cố định A, B, C thì phương trình {\displaystyle Ax^{n}-By^{m}=C} có hữu hạn số nghiệm (x, y, m, n) với (m, n) ≠ (2, 2).  Pillai chứng minh rằng khoảng cách {\displaystyle |Ax^{n}-By^{m}|\gg x^{\lambda n}} với bất kỳ λ nhỏ hơn 1,  cách đều với m và n.
Giả thuyết tổng quát có thể được chứng minh từ giả thuyết abc.
Paul Erdős đặt ra giả thuyết rằng dãy tăng dần {\displaystyle (a_{n})_{n\in \mathbb {N} }} của lũy thừa hoàn hảo thỏa mãn {\displaystyle a_{n+1}-a_{n}>n^{c}} với một số giá trị c và giá trị  n đủ lớn.